# Dmïtrïý Lyapkïn
Dmïtrïý Vladïmïrovïç Lyapkïn (in kazako Дмитрий Владимирович Ляпкин?, in russo Дмитрий Владимирович Ляпкин?, Dmitrij Vladimirovič Ljapkin; Şımkent, 16 settembre 1976) è un ex calciatore kazako, di ruolo difensore.